# Adhemarius germanus
Adhemarius germanus is een vlinder uit de familie van de pijlstaarten (Sphingidae). De wetenschappelijke naam van de soort werd in 1934 gepubliceerd door Zikan.